# Thermopsis lanceolata
Thermopsis lanceolata är en ärtväxtart som beskrevs av Robert Brown. Thermopsis lanceolata ingår i släktet lupinväpplingar, och familjen ärtväxter.

## Underarter
Arten delas in i följande underarter:
- T. l. glabra
- T. l. lanceolata